# Битка при София (1382 или 1385)
Битката при София през 1382 или 1385 г. се провежда през Българо-османските войни.
За да запази държавата си от отоманите през 1373 г. българският цар Иван Шишман става османски васал и жени сестра си Кера Тамара за султан Мурад I. Османите обсаждат град София и контролират пътя към Сърбия и Македония. Османският командир Лала Шахин Паша побеждава българите в битката с управител на града Бан Янука и поставят в града османски гарнизон. След това те превземат Пирот и Ниш през 1386 г.